# بيت النواب (الحيمة الخارجية)

تعديل مصدري - تعديل

بيت النواب هي إحدى قرى عزلة بني جحدب بمديرية الحيمة الخارجية التابعة لمحافظة صنعاء، بلغ تعداد سكانها 206 نسمة حسب تعداد اليمن لعام 2004.